# Humfried van Barcelona
Humfried of Unifred was graaf van Barcelona van 858 tot 864 en graaf van Toulouse van 863 tot 864.

## Context
Sinds de dood van Pepijn I van Aquitanië in 838 heerste er een troonstrijd in het koninkrijk Aquitanië. Toen Pepijn II van Aquitanië in 852 door Karel de Kale gevangen werd genomen, ging een deel van de edelen steun zoeken bij Lodewijk de Duitser, die zijn zoon Lodewijk III de Jonge in 854 stuurde. De situatie werd nog ingewikkelder toen keizer Lotharius I in 855 stierf. Toen de Vikingen en de Moren van de situatie profiteerden sloten Karel de Kale en Lodewijk de Duitser op 7 juni 860 de vrede van Koblenz.

## Humfried
Blijkbaar was Humfried een goed onderhandelaar en werd door Karel de Kale gekozen om Odalrik in 858 te vervangen als graaf van Barcelona. Hij streed mee aan de zijde van Karel tegen de inval van de Vikingen. Humfried kwam in opspraak toen hij Karel niet steunde in het verhinderen van het niet toegestane huwelijk van zijn zoon Karel het Kind en het afwijzen van de poging van Karel de Kale om het Koninkrijk Provence te annexeren. In 862 werd Humfried uit al zijn functies ontheven. Dit bracht hem in conflict met Raymond I van Toulouse, vazal van Karel de Kale. Humfried versloeg Raymond en nam zijn graafschappen. Pepijn II van Aquitanië met hulp van de Vikingen viel het graafschap Toulouse aan en Humfried vluchtte naar Lodewijk II van Italië. In 876 leefde hij nog.
Karel de Kale verving hem door Bernard van Gothië in Barcelona en het graafschap Toulouse gaf hij aan de zoon van Raymond I, Bernard